# 吩嗪
吩嗪（C12H8N2或C6H4N2C6H4），又称夹二氮（杂）蒽、二苯并吡嗪是一种二苯并环状的吡嗪，也是许多染料的原料，例如二氨吖嗪、中性红、对氮蒽蓝和番红精等。